# 长芦官立中学堂
长芦官立中学堂，简称长芦中学堂，1905年成立于天津老城北门内运署西，是清朝末年天津设立的一所中等教育的学堂，主要招收天津盐商和盐务从业人员子弟，学生总数约50人，全部住宿，免征学费、伙食费。知府汪開祉为监督，有教员4人。

## 历史
清光绪三十一年（1905）9月2日，经袁世凯奏请，慈禧太后以光绪帝的名义发布上谕正式废除科举后，一时间只有学堂选官一种明确的仕途方式。
同年，长芦盐运使陆嘉榖创立长芦官立中学堂，主要招收天津盐商和盐务从业人员子弟。光绪三十二年（1906），周学熙任盐运使，将该中学堂迁入河北新区黄纬路银行专修所楼房内。
后期，天津长芦盐商的经营状况不佳，盐商严家所资助的各学堂或停或并，严家所资助的各学堂或停或并，对私立南开中学堂的捐款一度中止。为此延续南开中学办学，严修与直隶提学使傅增湘协商解决。
宣统三年（1911年）3月，天津提学使傅增湘将长芦官立中学堂和北洋客籍学堂并入南开中学堂，同时将原本拨给两所学堂的经费也一并拨归南开支用。合并后，因获得官办经费，私立南开中学堂一度更名为“公立南开中学堂”，学生人数增至500人，同时保留50人名额专门招收客籍子弟入读。
宣统三年（1911年），长芦官立中学堂停办，并入南开中学堂，长芦中学堂每年8000两银的经费也一并拨归南开中学堂支用。然而辛亥革命之后，原拟拨付长芦官立中学堂的经费未拨付公立南开中学堂，故恢复私立。